# Proevippa albiventris
Proevippa albiventris är en spindelart som först beskrevs av Simon 1898.  Proevippa albiventris ingår i släktet Proevippa och familjen vargspindlar. Inga underarter finns listade i Catalogue of Life.